# Daïra de Morsott
La daïra de Morsott est une circonscription administrative algérienne située dans la wilaya de Tébessa. Son chef-lieu est situé sur la commune éponyme de Morsott.
La daïra regroupe les deux communes de Bir Dheb et Morsott.